# هانوزي (غرمخان)
هانوزي (بالفارسية: هانوزی) هي قرية تقع في إيران في قسم غرمخان الريفي. يقدر عدد سكانها بـ 131 نسمة بحسب إحصاء 2016.